# مقاطعة فلتون (كنتاكي)
مقاطعة فلتون (بالإنجليزية: Fulton County)‏ هي إحدى المقاطعات في ولاية كنتاكي في الولايات المتحدة الأمريكية.